# 素帕猜·斯里维吉
素帕猜·斯里维吉（羅馬化：Suphachai Sriwichit，1973年12月25日—），昵称A、Ae，是泰国著名的华裔经纪人、制作人、演员、导演、MC兼商人，也是曼谷大学娱乐品牌科目的兼职教师。

## 个人背景
素帕猜·斯里维吉1973年12月25日出生在泰国那空是贪玛叻府蓬基里县的一个农村，家里主要经营橡胶园。父亲是一名教师，母亲则是一名泰国华裔。
素帕猜高中毕业于那空是贪玛叻府本杰玛拉楚蒂学校并在兰实大学完成工程学系高等教育。
素帕猜在曼谷接受高等教育时开始进入娱乐圈。

## 经历
2023年8月，素帕猜成立了个人公司A Entertainment，共有7名旗下艺人。

### 旗下艺人
- 吉迪彭·堤帕亚塔亚勒（Au）

## 管理艺人

### 男艺人
- 纳得克·钉宫（Nadech）
- Pannawit Chotiponwarit
- 普朋·彭帕努（Ken）
- 塔万·素里亚杰（Than）
- 瓦查拉布恩·黎苏皖（Note）
- 艾卡彭·宗克查功（First）
- 潘特·阿塔帕尼亚波尔
- Tonont Wongboon
- Ekasit Suwanwat
- Thana Aiemniyom
- 詹姆斯·马（James）
- 登坤·恩加内特（Ngam）
- 卡宁·普特玛南（Don）
- 塔纳朋·凌态苏（Tle）
- Sawetchai Naksuk（Term）
- 塔纳鹏·披查帕（Pann）
- 阿圖·拿瓦拉特（Arthur）
- Thanathep

### 女艺人
- 帕德容琶·砂楚（Aum）
- 纳瓦拉·翁瓦莎娜（Mint）
- 瓦麗緹莎·琳塔瑪黑頌（Thisa）
- 帕查彤·塔娜瓦（Ploy）
- 妮查楠·芬考（Fai）
- 乔蒂卡·翁茵拉（Noey）
- 甘莫内·仁希（Eye）
- Priyanoocho Asnjinda（Ooon）
- 提蒂楠·素万他旺（Fern）
- 兰可娜拉·皮艾塔（Mew）
- 苏蒙蒂普·卢昂古泰（Gubgib）
- 蓝蓝琳·德加莎·维（Cheribelle）
- Phatrasayamay Leer Narbonne（May）
- 卡米拉·基蒂瓦特·基恩（Milly）
- 卡梦婉·斯里维莱（Ellely）
- 迪爾娜·弗利波（Diana）
- 帕塔朋·斯本鲁昂（Pleng）
- Yuwirunya Singbuttathanithi（Muk）
- 茶诺素妲·兰莎纳维斯（Gap）
- Korkwan Restall
- Pattranid Viriyabumrungkit（Ink）
- 阿曼达·查莉莎·奥布丹（Da）
- 金伯莉·安妮·田舍利（Kim）
- Zana Chalaya（Zana）
- Idea Thanlada

### 前艺人
- 苏格拉瓦·卡那诺（Weir）
- 纳塔吾·斯金杰（Poh）
- Jirapat Suttapanya（退出娱乐圈）
- 踏那·苏提格蒙（Oil）
- 普林·苏帕拉（Mark）
- Kittikhun Samritpansuk（退出娱乐圈）[3]
- 马里奥·毛瑞尔（Oh）
- 黛薇卡·霍内（Mai）
- 潘珊妮娅·甘宋卢（Preaw）
- 婉娜拉·宋提查（Vill）
- 美·凤阿隆（May）
- 瑞妮·坎彭（Bella）
- 娜妮達·緹查希（Preem）
- 普萊雅·筍朵克麥（Pu）
- 吉塔帕·贾帕彤（Ja）
- 甘塔彭·布姆让拉（S）
- 奥兰娜特·D·卡芭蕾斯（Richie）

## 制作作品
| 年份   | 标题                               | 出品公司                         | 播放平台      | 备注   | 官方网站 |
| ------ | ---------------------------------- | -------------------------------- | ------------- | ------ | -------- |
| 2016年 | 《爱与恶的阴谋》 （เสน่ห์ร้ายอุบายรัก） | MONEYPLUS ENTERTAINMENT Co., Ltd | PPTV HD       | 剧集   | [ 4 ]    |
| 2016年 | 《爱嫉妒》 （ลิขิตริษยา）             | Media Studio Co., Ltd            | 泰国第7电视台 | 时代剧 | [ 5 ]    |
| 2021年 | 《灵蛇爱2021》 （แม่เบี้ย 2021）      | A. ACT Entertainment Co., Ltd    | 泰国第7电视台 | 翻拍剧 | [ 6 ]    |
| 2024年 | 《เสน่ห์นาง》                        | A. ACT Entertainment Co., Ltd    | 泰国第7电视台 | 爱情剧 |          |

## 演艺作品
| 年份   | 标题                                    | 角色 | 播放平台      | 备注   |
| ------ | --------------------------------------- | ---- | ------------- | ------ |
| 1994年 | 《爱之丝虑1994》 （สายรัก สายสวาท 1994） | 待查 | 泰国第3电视台 | 电视剧 |

## 执导作品
| 年份   | 标题          | 合作艺人                      | 播放平台             | 备注                                  |
| ------ | ------------- | ----------------------------- | -------------------- | ------------------------------------- |
| 2021年 | อยากมีเรื่องกันมั้ย | 查雅妮·彩佳容 佳妮达·芬帕丹吉 | YouTube频道：เอพาแหล | TJ Project (Tita & Janis)的音乐录影带 |